# Ирако-российские отношения
Ирако-российские отношения — двусторонние отношения между Ираком и Россией.

## История

### Российская империя и колониальный Ирак
В период Российской империи территория нынешнего Ирака принадлежала Османской империи, но тем не менее Санкт-Петербург проявлял к этому региону особый интерес. В Багдаде уже в XIX веке функционировало российское консульство, которое особенно активизировало свою работу после присоединения к России Закаспийской области со значительным шиитским населением. В Ираке располагаются шиитские святыни — в Кербеле и Эн-Наджафе, куда российские шииты совершают паломничества. По сообщению российского консула в Багдаде от 19 ноября 1890 года, ежегодно шиитские святыни Ирака посещали 19,5 тысяч паломников с Кавказа и из Туркестана.  

### СССР и Ирак
Дипломатические отношения между СССР и Ираком были установлены 9 сентября 1944 года. В 1955 году отношения были разорваны иракской стороны. В июле 1958 года страны возобновили дипломатические отношения. 
В ходе ирано-иракской войны СССР поддержал, хотя и не сразу, Ирак, начав в 1982 году поставки оружия Багдаду. В течение войны в Ираке находилась группа советских военных советников и специалистов.
В августе 1990 года СССР поддержал международные санкции против Багдада и осудил вторжение иракской армий в Кувейт.

### Российская Федерация и Ирак
Российские власти негативно восприняли силовую акцию западных стран против режима Саддама Хусейна, так как Россия была одним из основных торгово-экономических партнеров Багдада и находилась на первом месте по товарообороту с Ираком. В ноябре 2007 года в Эрбиле было открыто генеральное консульство России.
21 мая 2015 года премьер-министр Ирака прибыл с официальным визитом в Россию, где встретился со своим российским коллегой Дмитрием Медведевым и президентом России Владимиром Путиным. На встречах стороны обсудили ряд вопросов, в первую очередь военно-политического характера.

#### Экономические отношения
В 2012 году с Ираком подписан контракт на поставку российского оружия и иной продукции военного назначения на общую сумму 4,2 млрд долларов. В октябре следующего года Россия начала поставки ударных вертолетов Ми-35М и Ми-28Н «Ночной охотник», которые сейчас противодействуют джихадистам. В 2014 году Багдад заключил с Москвой дополнительный контракт на поставку штурмовиков Су-25, артиллерии и боеприпасов на сумму около 1 млрд долларов США, став при этом второй страной после Индии по количеству закупок российского вооружения.